# Hörnchennudel

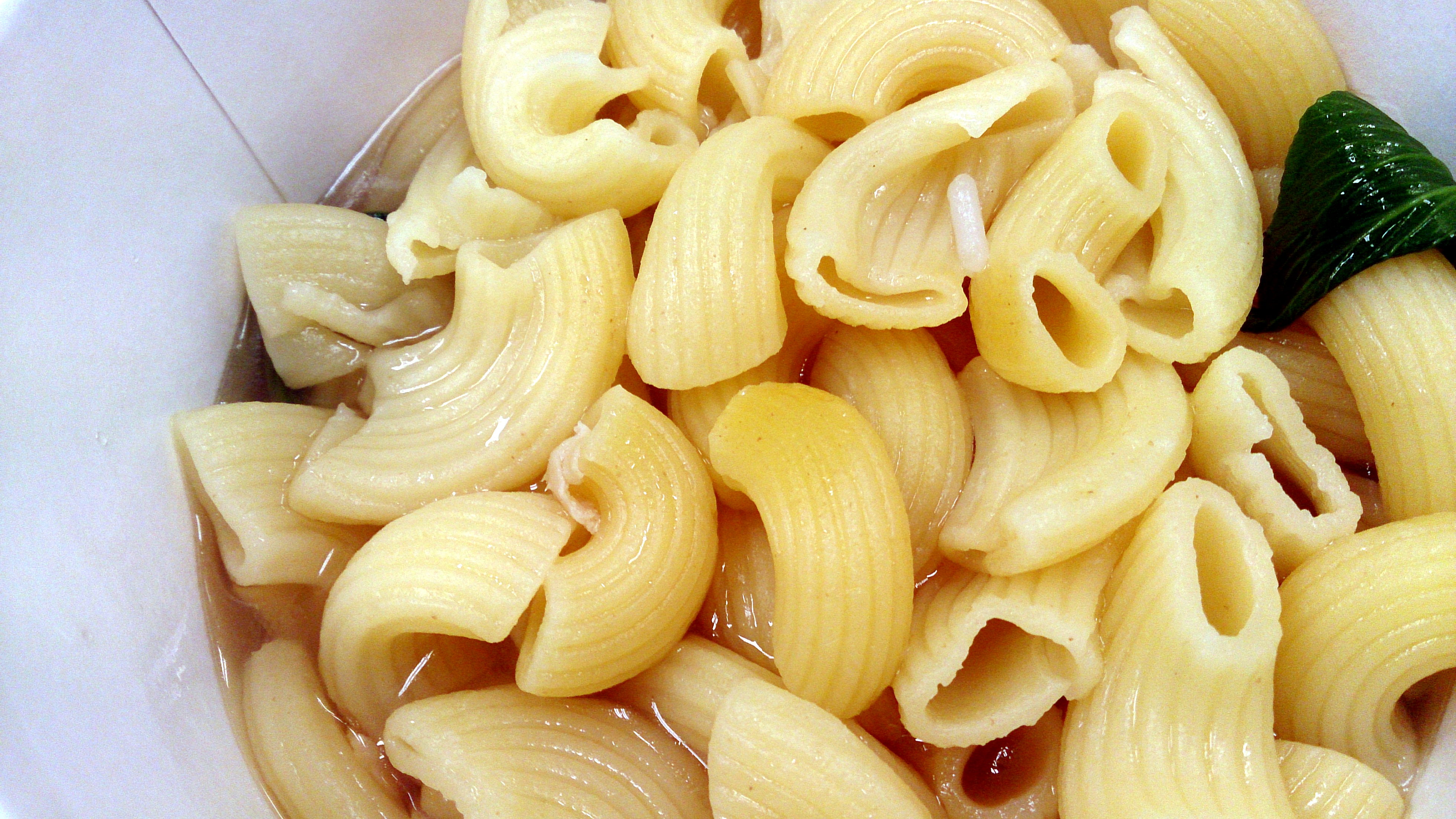
Hörnchennudel

Hörnchennudeln (auch: Cornetti, oder regional Hörnli/Hörnchen) sind nach der gebogenen Form benannte Nudeln.
Hörnchennudeln stellen Sonderformen der Makkaroni oder Tortiglioni dar. Sie werden maschinell hergestellt, indem der Nudelteig durch spezielle Formen gepresst und geschnitten wird. Durch die gebogene Hohlform nehmen sie besonders gut Soßen auf und sind leicht mit Löffeln zu handhaben. Sie werden gewöhnlich als Beilage, aber auch als Suppeneinlage und für Nudelsalate verwendet.